# Tanya Allen
Tanya Allen (* 1975 in Toronto, Ontario) ist eine kanadische Schauspielerin und hat für ihre Leistungen als Fernsehschauspielerin in ihrer Heimat den Gemini Award verliehen bekommen.

## Filmografie (Auswahl)
- 1993: Spenser – Combat Zone (Spenser: Ceremony, Fernsehfilm)
- 1994: Kung Fu – Im Zeichen des Drachen (Kung Fu: The Legend Continues, Fernsehserie, eine Folge)
- 1994: Angeklagt – Der Vater (Ultimate Betrayel, Fernsehfilm)
- 1994: Side Effects – Nebenwirkungen (Side Effects, Fernsehserie, eine Folge)
- 1996: Tek War – Krieger der Zukunft (TekWar, Fernsehserie, eine Folge)
- 1996: Mütter und Töchter (Lives of Girls & Women, Fernsehfilm)
- 1996: Lyddie (Fernsehfilm)
- 1996: Blutrausch – Die Morrison Morde (The Morrison Murders, Fernsehfilm)
- 1996–1997: The Newsroom (Fernsehserie, 13 Folgen)
- 1997: Regeneration
- 1997: Platinum (Fernsehfilm)
- 1998: White Lies – Das Leben ist zu kurz, um ehrlich zu sein (White Lies, Fernsehfilm)
- 1998: Clutch
- 1998: Die Fälle der Shirley Holmes (The Adventures Of Shirley Holmes, Fernsehserie, eine Folge)
- 1998–2001: Outer Limits – Die unbekannte Dimension (The Outer Limits, Fernsehserie, 2 Folgen)
- 1999: Tail Lights Fade
- 2000: Nature Boy (TV-Kurzfilm)
- 2000–2004: Starhunter (Fernsehserie, 44 Folgen)
- 2001: Wish You Were Dead
- 2002: Liberty Stands Still
- 2002: Lone Hero
- 2002: Fancy Dancing
- 2004: Chicks with Sticks
- 2005: Junikäfer (Junebug)
- 2005: Happy Is Not Hard to Be
- 2006: Silent Hill
- 2006: Wildfires – Lauffeuer (Firestorm: Last Stand at Yellowstone, Fernsehfilm)
- 2008: Shutter – Sie sehen dich (Shutter)
- 2010: Magic
- 2013: Meltdown
- 2015: The Strain (Fernsehserie, eine Folge)
- 2020: The Nest